# Liste de points extrêmes du Luxembourg
Voici une liste des communes situées aux points extrêmes du Luxembourg.

## Latitude et longitude
| Huldange-Forge Hëlt Kayl Surré Kneiff Wasserbillig |

- Nord : Huldange-Forge, commune de Troisvierges (50° 10′ 58″ N, 6° 01′ 29″ E) ;
- Est : près de l'éperon rocheux "Hëlt (lb)", commune de Rosport-Mompach (49° 48′ 22″ N, 6° 31′ 51″ E) ;
- Sud : Kayl (49° 26′ 52″ N, 6° 02′ 30″ E) ;
- Ouest : près de Surré, commune de Boulaide (49° 53′ 49″ N, 5° 44′ 09″ E).

## Altitude

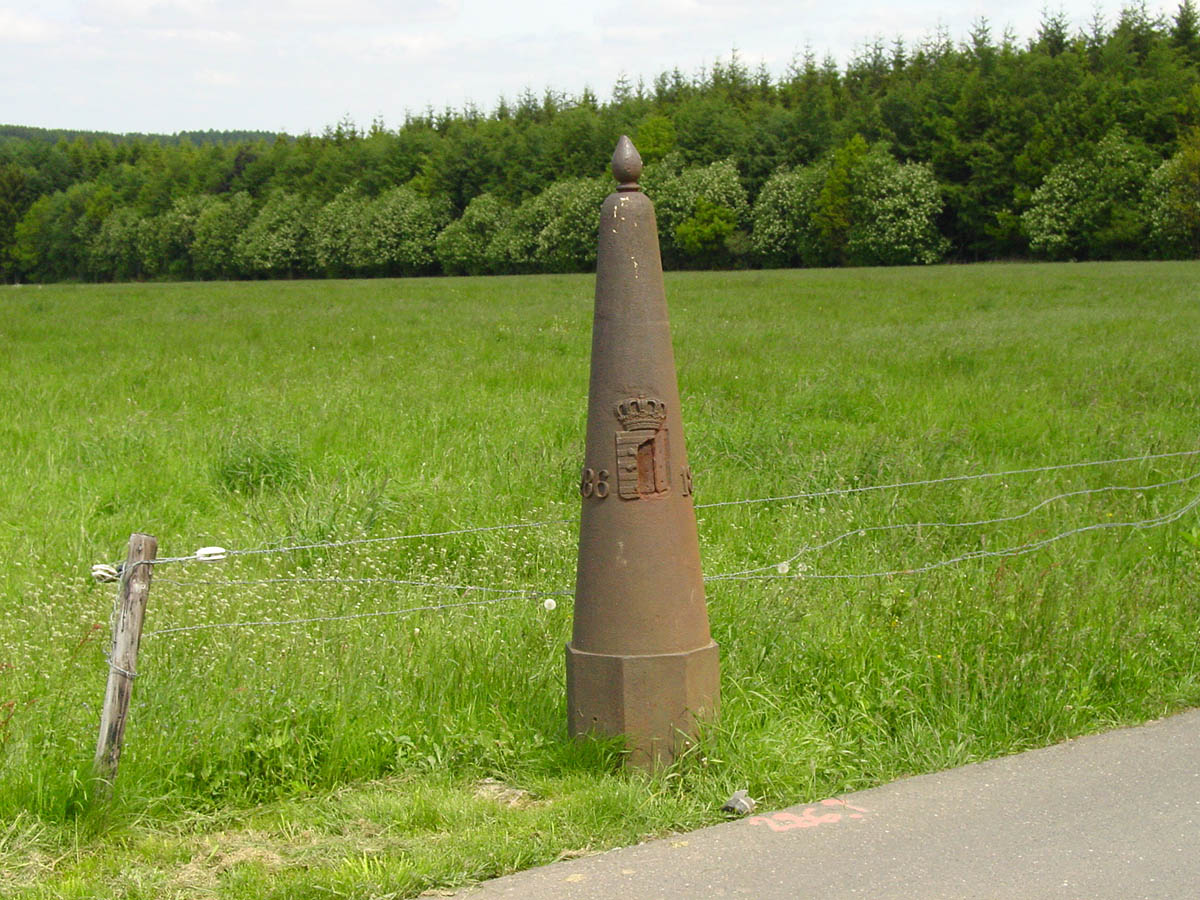
Borne marquant le point le plus septentrional du Luxembourg

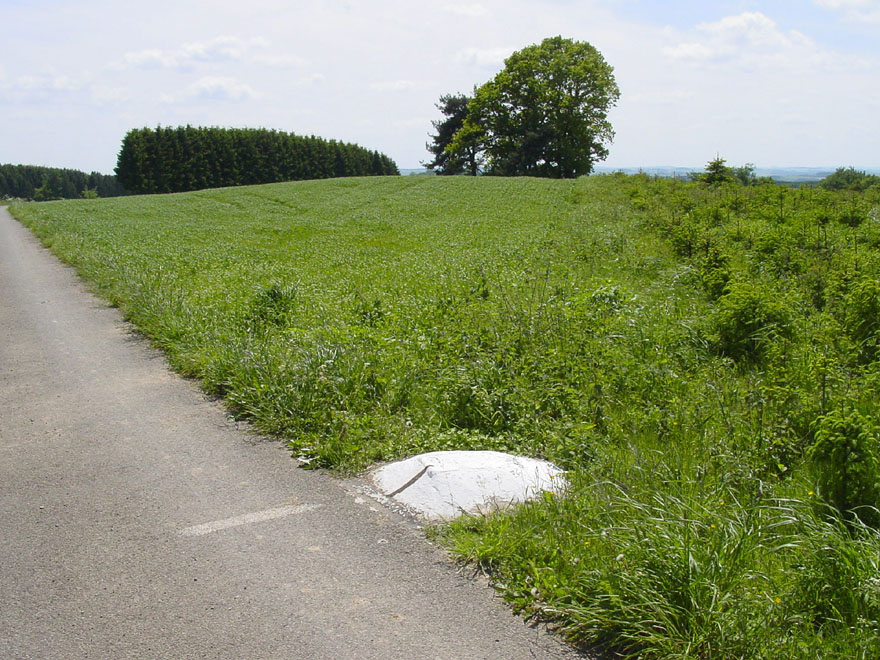
Kneiff, le point culminant du pays

- Maximale : 559.8 m à la colline de Kneiff, commune de Troisvierges
- Minimale : 129.9 m au confluent entre la Moselle et la Sûre, commune de Wasserbillig